# Комратский государственный университет
Комра́тский госуда́рственный университе́т (гаг. Komrat Devlet Universiteti) — многопрофильное высшее учебное заведение Молдавии, которое осуществляет свою работу в соответствии с Законом «Об образовании» Республики Молдова и координирует свою деятельность с Министерством просвещения молодежи Республики Молдова. Университет располагается в городе Комрат и является правопреемником Гагаузского национального университета, который был открыт совместным решением Всероссийского Фонда образования и исполнительного комитета Комратского районного Совета Народных депутатов.

## Ректоры университета
- Кристиогло Иван Петрович (1990—1991)
- Топузлу Григорий Николаевич (1991-1992)
- Танасогло Дионис Николаевич  (1992—1995)
- Кара Мария Федоровна (2006-2009)
- Михаил Дарадур (2009-2011)
- Людмила Федотова (и. о.)
- Сергей Константинович Захария (и. о.)
- Степан Афанасьевич Варбан (1995—2005)
- Зинаида Николаевна Арикова (2010—2016)
- Сергей Константинович Захария (с 2016)

## Факультеты
- Аграрно-технологический факультет
- Факультет национальной культуры
- Экономический факультет
- Юридический факультет